# Epoca
Epoca a fost un ziar din România, înființat în 16 noiembrie 1885 la București de Nicolae Filipescu având ca director politic pe Grigore Păucescu și pe Barbu Ștefănescu Delavrancea ca prim-redactor. A fost ziarul oficial al Partidului Conservator. A apărut într-o primă serie până pe 14 iunie 1889 când fuzionează cu România liberă apărând în locul lor publicația Constituționalul. Reapare cu titlul inițial într-o altă serie în perioada 2 noiembrie 1895- 22 noiembrie 1916 fuzionând la 24 iunie 1907 cu ziarul Patriotul. Pentru o scurtă perioadă de timp apare în seria a III-a la Iași (18 septembrie 1918-1 decembrie 1918). Revine în București pe 2 decembrie 1918 și apare până pe 19 august 1923. Reapare pentru o scurtă perioadă de timp în perioada 2 februarie 1926- 21 aprilie 1926. Ultima perioadă de apariție a fost în perioada 5 februarie 1929- 15 iulie 1938 ca ziar oficial al Partidului Conservator, fără legătură de doctrină cu fostul mare Partid Conservator. Acesta fusese constituit la 10 martie 1932 prin transformarea în partid a Ligii Vlad Țepeș, înființată de Grigore N. Filipescu la 30 iunie 1929.
La momentul apariției, conducerea formală era asigurată de Grigore Păucescu (fostul șef al lui Eminescu la Timpul), dar, de fapt, inițiatorul și sufletul gazetei, profund antiguvernamentale, era Nicolae Filipescu. Începând cu data de 23 ianuarie 1886, odată cu retragerea lui Barbu Ștefănescu Delavrancea din funcția de prim-redactor, Nicolae Filipescu este menționat în calitate de proprietar al ziarului. În paginile ziarului au publicat, printre alții, I.L. Caragiale, Alexandru Vlahuță, Titu Maiorescu, Barbu Ștefănescu Delavrancea.
Epoca a devenit imediat ziarul politic cel mai citit, o publicație de mare vervă, care a agitat, adesea violent, viața politică a anilor de opoziție contra lungii guvernări a lui I.C. Brătianu și a grupat în jurul ei numeroși tineri conservatori, nemulțumiți de letargia politică a „bătrânilor”. În urma atentatului împotriva lui Ion C. Brătianu din 4 septembrie 1886, considerându-se că presa este vinovată moral de agresiune, redacția ziarului Epoca a fost devastată de partizanii guvernului, stârnindu-se un mare scandal.